# Estación de Moreda
Moreda es una estación de ferrocarril situada en la localidad de Moreda, en el municipio español de Morelábor, en la provincia de Granada, comunidad autónoma de Andalucía. Presta servicios de Larga Distancia. Las instalaciones, inauguradas a finales del siglo XIX, han pasado a lo largo de su historia por manos de varios operadores. Históricamente, la estación ha constituido un nudo ferroviario en el que confluyen dos líneas: Linares Baeza-Almería y Moreda-Granada. No obstante, su posición tiene una relevancia menor dentro de la red ferroviaria española. 

## Situación ferroviaria
Es una estación de bifurcación situada a 1024 metros de altitud que forma parte de las siguientes líneas férreas:
- Línea férrea de ancho ibérico Linares Baeza-Almería, punto kilométrico 126,12.[2]
- Línea férrea de ancho ibérico Moreda-Granada, punto kilométrico 0,0.[2]

En ambos casos, el trazado es de vía única y está sin electrificar. En sus cercanías se encuentra situado un by-pass conocido como «triángulo de Moreda», que permite circular entre Granada y Almería sin necesidad de entrar en la estación e invertir la marcha como sucedía antes de su construcción.

## Historia
La estación fue inaugurada el 22 de octubre de 1896 con la apertura del tramo Moreda-Guadix de la línea de férrea que pretendía unir Linares con el puerto de Almería, hecho que no se alcanzó hasta 1904 dadas las dificultades encontradas en algunos tramos. Su construcción corrió a cargo de la Compañía de los Caminos de Hierro del Sur de España, que mantuvo su titularidad hasta 1929 cuando pasó a ser controlada por la Compañía de los Ferrocarriles Andaluces. «Andaluces», como así se la conocía coloquialmente, llevaba explotando la línea desde 1916 tras haberle sido arrendada la misma. Un alquiler no demasiado ventajoso que se acabaría cerrando con su anexión 
Con dicha anexión, «Andaluces» se hizo también con otra línea férrea que unía Moreda con Granada que también explotó en régimen de alquiler. Dicha línea de apenas 58 kilómetros progresó de forma lenta debido a la complicada orografía del terreno y no pudo abrirse en su totalidad hasta el 2 de mayo de 1904. En mayo de 1936 el Estado se incautó «Andaluces» debido a la maltrecha situación económica que atravesaba la compañía, adjudicando la gestión de las líneas que operaba a la Compañía Nacional de los Ferrocarriles del Oeste. Esta situación no duró mucho ya que en 1941, con la nacionalización de toda la red ferroviaria española, la estación pasó a manos de RENFE. Desde el 1 de enero de 2005 Renfe Operadora explota la línea mientras que Adif es la titular de las instalaciones ferroviarias.
En la actualidad es una de las 6 estaciones ferroviarias que presta servicio de viajeros en la Provincia de Granada, que llegó a tener cerca de 30 estaciones operativas a principios de la década de los 80.

## La estación

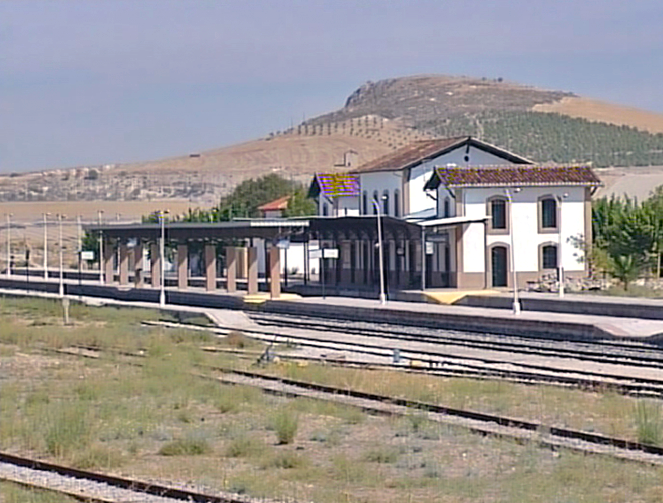
Vista del edificio de viajeros.

Está situada al este de Morelábor. El edificio para viajeros es una amplia estructura de planta rectangular formada por un pabellón central de dos alturas y dos anexos laterales que en sus extremos alcanzan la misma altura que el cuerpo central. Si bien dispone de más de una decena de vías en la actualidad solo se usan las cinco que tienen acceso a los tres andenes de la estación, uno lateral y dos centrales. El andén lateral y uno de los centrales están protegidos parcialmente con marquesinas.
Históricamente, la estación acogió un puesto fijo de tracción, cuyas instalaciones contaban con una rotonda giratoria y varias vías de reserva, cocheras, etc.

## Servicios ferroviarios

### Larga distancia
Renfe presta servicios de Larga Distancia en la estación utilizando un Talgo comercializado como Intercity que une las ciudades de Almería y Madrid siendo el único servicio comercial que presta tras la supresión de servicios de media distancia acometida en 2013 por el Ministerio de Fomento, que afectó a la extinta línea 71 de Media Distancia que conectaba Linares-Baeza con Granada. Antiguamente también pasaba la línea 68 de Media Distancia entre Almería y Granada, pero actualmente no llega a pasar por la estación al desviarse los trenes por el bypass construido para evitar la inversión de marcha en Moreda.